# Erodium aytacii
Erodium aytacii är en näveväxtart som beskrevs av Yild. och Dogru-koca. Erodium aytacii ingår i släktet skatnävor, och familjen näveväxter. Inga underarter finns listade i Catalogue of Life.